# Vitorlavirágok
A vitorlavirágok (Spathiphyllum) az egyszikűek (Liliopsida) osztályának hídőrvirágúak (Alismatales) rendjébe, ezen belül a kontyvirágfélék (Araceae) családjába tartozó nemzetség.

## Előfordulásuk
A vitorlavirágok eredeti előfordulási területei Közép-Amerika Mexikó déli részétől egészen Dél-Amerika északi feléig, továbbá a Fülöp-szigetek, Indonézia legkeletibb szigetei, Új-Guinea, valamint a Csendes-óceán trópusi, nyugati szigetei. A Karib-térség számos szigetére betelepítették. Manapság eme növénynemzetségnek több faját is szobanövényként és a botanikus kertek díszeként tartják, illetve termesztik. 
A NASA kutatásai szerint kiváló légtisztító növény.

## Gondozás, szaporítás
A vitorlavirág eredetileg Dél-Amerika trópusi esőerdői aljnövényzetének része, és ebből már ki lehet következtetni, hogy milyen körülmények az ideálisak számára: Szórt fény (a félárnyékos helyet is jól tűri), meleg (18-25 °C) és párás levegő (80-90% páratartalom az optimuma). Öntözés tekintetében a lágy vizet kedveli, a többi szobanövényhez képest kifejezetten vízigényes. Huzatra érzékeny.
Tápanyag-utánpótlásként tavasztól őszig tápoldatozni érdemes, de sóérzékeny növény, ezért speciális, vagy higított tápoldatot használjunk. 
Évente, kétévente laza szerkezetű, jó minőségű, szobanövényeknek való virágföldbe ültessük át. 

Szaporítása tőosztással történhet házilag. A kereskedelembe azonban mikroszaportással (laboratóriumban) előállított egyedek kerülnek, üvegházi termesztésből.

Kártevői a pajzstetvek és a takácsatkák, főleg, ha túl száraz a földje és a levegő. Megtámadhatja még a "liszteske" (üvegházi molytetű, Trialeurodes vaporariorum), vagy akár a levéltetű (Aphis spp.) fajok is.
Nedve irritálja a bőrt és a nyálkahártyákat.

## Rendszerezés
A nemzetségbe az alábbi 50 faj tartozik:
- Spathiphyllum abelianum A.Rojas & J.M.Chaves
- Spathiphyllum atrovirens Schott
- Spathiphyllum barbourii Croat
- Spathiphyllum bariense G.S.Bunting
- Spathiphyllum blandum Schott
- Spathiphyllum brent-berlinii Croat
- Spathiphyllum brevirostre (Liebm.) Schott
- Spathiphyllum buntingianum Croat
- Spathiphyllum cannifolium (Dryand. ex Sims) Schott
- Spathiphyllum cochlearispathum (Liebm.) Engl.
- Spathiphyllum commutatum Schott
- Spathiphyllum cuspidatum Schott
- Spathiphyllum diazii Croat
- Spathiphyllum dressleri Croat & F.Cardona
- Spathiphyllum floribundum (Linden & André) N.E.Br.
- Spathiphyllum friedrichsthalii Schott
- Spathiphyllum fulvovirens Schott
- Spathiphyllum gardneri Schott
- Spathiphyllum gracile G.S.Bunting
- Spathiphyllum grandifolium Engl.
- Spathiphyllum grazielae L.B.Sm.
- Spathiphyllum humboldtii Schott
- Spathiphyllum jejunum G.S.Bunting
- Spathiphyllum juninense K.Krause
- Spathiphyllum kalbreyeri G.S.Bunting
- Spathiphyllum laeve Engl.
- Spathiphyllum lanceifolium (Jacq.) Schott
- Spathiphyllum lechlerianum Schott
- Spathiphyllum maguirei G.S.Bunting
- Spathiphyllum matudae G.S.Bunting
- Spathiphyllum mawarinumae G.S.Bunting
- Spathiphyllum minus G.S.Bunting
- Spathiphyllum monachinoi G.S.Bunting
- Spathiphyllum montanum (R.A.Baker) Grayum
- Spathiphyllum neblinae G.S.Bunting
- Spathiphyllum ortgiesii Regel
- Spathiphyllum patinii (R.Hogg) N.E.Br.
- Spathiphyllum patulinervum G.S.Bunting
- Spathiphyllum perezii G.S.Bunting
- Spathiphyllum phryniifolium Schott
- Spathiphyllum pygmaeum Bogner
- Spathiphyllum quindiuense Engl.
- Spathiphyllum schlechteri (Engl. & K.Krause) Nicolson
- Spathiphyllum schomburgkii Schott
- Spathiphyllum silvicola R.A.Baker
- Spathiphyllum solomonense Nicolson
- Spathiphyllum tenerum Engl.
- Spathiphyllum uspanapaensis Matuda
- Spathiphyllum wallisii Regel
- Spathiphyllum wendlandii Schott

A dísznövényként termesztett fajok közül a Spathiphyllum wallisii a legjelentősebb faj, melyet egy Wallis nevű botanikusról neveztek el – ő fedezte fel a fajt 1876-ban. Manapság elsősorban hibrideket termesztenek (S. x hybridum). Ebben fontos szerepet játszik még a díszes vitorlavirág (Spathiphyllum floribundum) is.